# Federación de Sindicatos de Trabajadores al Servicio del Estado
La Federación de Sindicatos de Trabajadores al Servicio del Estado (FSTSE, por sus siglas) es la federación de sindicatos de trabajadores del sector estatal de México. Agremia a trabajadores de los diversos entes públicos de la Nación.

## Antecedentes históricos
En el año de 1935 los sindicatos se unen para crear la Alianza de Organizaciones de Trabajadores del Estado siendo Roberto Aguilera y Joaquín Barrios Rivera sus primeros secretarios generales. Una vez realizado el primer congreso de la Alianza se reestructura en 1938 como Federación Nacional de Trabajadores del Estado integrada por :
- Alianza de Organizaciones de Trabajadores al Servicio del Estado
- Alianza de Telegrafistas Mexicanos
- Frente Único de Trabajadores de Caminos
- Sociedad Nacional de Empleados Postales
- Sindicato Único de Trabajadores Federales de la S.O.P.
- Unión Nacional de Empleados del Gobierno
- Ala Izquierda de Empleados Federales
- Unión de Trabajadores de las Secretaría de Relaciones Exteriores, fundada el 20 de junio de 1936.
- Unión de Empleados y Obreros de la Secretaría de Hacienda, fundada el 17 de marzo de 1936.
- Sindicato Único de Trabajadores de la Secretaría de Educación Pública
- Organización de Trabajadores de la Secretaría de Gobernación
- Frente Único de Trabajadores de Oficinistas del Departamento Central.

## Secretarios Generales
| Secretario General               | Periodo            |
| -------------------------------- | ------------------ |
| Francisco Patiño Cruz            | 1938 - 1941        |
| Cándido Jaramillo                | 1941               |
| Ignacio Villanueva Castañeda     | 1941               |
| Gabriel Galaviz                  | 1941 - 1944        |
| Rafael Herrera Ángeles           | 1944               |
| Ruffo Figueroa Figueroa          | 1944 - 1947        |
| Armando Soto Ruiz                | 1947 - 1949        |
| Alfonso Martínez Domínguez       | 1949 - 1953        |
| Francisco Aguirre Alegría        | 1953 - 1956        |
| Abelardo de la Torre Grajales    | 1956 - 1959        |
| Rómulo Sánchez Mireles           | 1959 - 1961        |
| Jesús Robles Martínez            | 1961 - 1965        |
| Antonio Bernal Tenorio           | 1965 - 1968        |
| Edgar Robledo Santiago           | 1968 - 1970        |
| Dagoberto Flores Betancourt      | 1970 - 1971        |
| Gilberto Aceves Alcocer          | 1971 - 1974        |
| Salvador Sánchez Vázquez         | 1974 - 1975        |
| Daniel Espinosa Galindo          | 1975 - 1977        |
| Carlos Riva Palacio Velasco      | 1977 - 1979        |
| Pedro Ulloa Lugo                 | 1979 - 1980        |
| Luis José Dorantes Segovia       | 1980 - 1983        |
| Manuel Germán Parra Prado        | 1983 - 1986        |
| Hugo Domenzáin Guzmán            | 1986 - 1989        |
| Rafael de Jesús Lozano Contreras | 1989 - 1992        |
| Carlos Jiménez Macías            | 1992 - 1995        |
| Hector Valdés Romo               | 1995 - 1998        |
| Joel Ayala Almeida               | 1998 - 27-01-2025  |
| Marco Antonio García Ayala       | 2025 - Actualmente |